# Vitória de Anhalt-Bernburg-Schaumburg-Hoym
Vitória de Anhalt-Bernburg-Schaumburg-Hoym (11 de fevereiro de 1772 - 17 de outubro de 1817) foi uma princesa de Anhalt-Bernburg-Schaumburg-Hoym, um ramo da Casa de Ascania, e, por casamento, princesa de Hesse-Philippsthal e condessa de Wimpffen.

## Origens
Vitória era a quarta filha do príncipe Francisco Adolfo de Anhalt-Bernburg-Schaumburg-Hoym, filho de Vítor I, Príncipe de Anhalt-Bernburg-Schaumburg-Hoym, e da condessa Maria Josefa de Hasslingen, uma nobre da Silésia que recebeu o título de condessa por altura do seu casamento com Francisco Adolfo. Vitória tinha mais seis irmãos e irmãs, mas nenhum contraiu casamentos vantajosos e muitos morreram antes de chegar à idade adulta.

## Casamentos e descendência
Vitória casou-se a 24 de Junho de 1791 com o príncipe Carlos de Hesse-Philippsthal, na altura herdeiro do trono de Hesse-Philippsthal. O casamento acabou por ser breve uma vez que Carlos morreu um ano e meio depois, a 2 de Janeiro de 1793 no campo de batalha. A única filha do casal nasceu pouco mais de um mês após a morte do pai:
1. Carolina de Hesse-Philippsthal (10 de Fevereiro de 1793 - 9 de Fevereiro de 1869), casada com o seu tio Ernesto Constantino, Conde de Hesse-Philippsthal; com descendência.

Cinco anos após a morte do primeiro marido, a 16 de Outubro de 1796 Vitória casou-se novamente, em Viena, com Franz Karl Eduard Heeremann, Conde de Wimpffen. Juntos, tiveram uma filha:
1. Maria Natalia von Wimpffen (14 de Maio de 1802 - 4 de Abril de 1857) casada com o conde Egyd Joseph Taxis von Bordogna u Valnigra; com descendência.

Vitória morreu a 17 de Outubro de 1817, aos quarenta-e-cinco anos de idade.

## Genealogia
| Vitória de Anhalt-Bernburg-Schaumburg-Hoym | Pai: Francisco Adolfo de Anhalt-Bernburg-Schaumburg-Hoym | Avô paterno: Vítor I, Príncipe de Anhalt-Bernburg-Schaumburg-Hoym | Bisavô paterno: Lebrecht, Príncipe de Anhalt-Zeitz-Hoym                 |
| Vitória de Anhalt-Bernburg-Schaumburg-Hoym | Pai: Francisco Adolfo de Anhalt-Bernburg-Schaumburg-Hoym | Avô paterno: Vítor I, Príncipe de Anhalt-Bernburg-Schaumburg-Hoym | Bisavó paterna: Carlota de Nassau-Dillenburg                            |
| Vitória de Anhalt-Bernburg-Schaumburg-Hoym | Pai: Francisco Adolfo de Anhalt-Bernburg-Schaumburg-Hoym | Avó paterna: Carlota Luísa de Isenburg-Büdingen-Birstein          | Bisavô paterno: Guilherme Maurício, Conde de Isenburg-Büdingen-Birstein |
| Vitória de Anhalt-Bernburg-Schaumburg-Hoym | Pai: Francisco Adolfo de Anhalt-Bernburg-Schaumburg-Hoym | Avó paterna: Carlota Luísa de Isenburg-Büdingen-Birstein          | Bisavó paterna: Ana Amália de Isenburg-Büdingen                         |
| Vitória de Anhalt-Bernburg-Schaumburg-Hoym | Mãe: Maria Josefa de Hasslingen                          | Avô materno: Johann Wolfgang von Hasslingen                       | Bisavô materno: Heinrich Tobias von Hasslingen                          |
| Vitória de Anhalt-Bernburg-Schaumburg-Hoym | Mãe: Maria Josefa de Hasslingen                          | Avô materno: Johann Wolfgang von Hasslingen                       | Bisavó materna: Sybilla Katharina von Collart                           |
| Vitória de Anhalt-Bernburg-Schaumburg-Hoym | Mãe: Maria Josefa de Hasslingen                          | Avó materna: Ernestine Catharina von Kottwitz                     | Bisavô materno: Sigismund Ladislaus von Kottwitz                        |
| Vitória de Anhalt-Bernburg-Schaumburg-Hoym | Mãe: Maria Josefa de Hasslingen                          | Avó materna: Ernestine Catharina von Kottwitz                     | Bisavó materna: Maria Anna von Kottwitz                                 |